# アルブラトンネル
アルブラトンネル (ドイツ語: Albulatunnel) は、スイスグラウビュンデン州のレーティッシュ鉄道アルブラ線の中核的な存在となっている鉄道トンネルである。最高地点の標高は1,820メートルであり、アルプス山脈においても標高の高いトンネルとなっており、土被りは950メートル程度ある。初代のトンネルの全長は5,865メートルあり、1903年に開通した。
北側の坑口はベルギュン・フィリズールのプレダ駅にあり、南側坑口はベーバーのシュピナス駅にある。全長5,865メートルで、アルブラ渓谷とエンガディン渓谷を結んでおり、これによりアルブラ峠の数キロメートル西においてライン川とドナウ川の間のヨーロッパ大陸の分水界を通り抜けている。トンネルは旅客と貨物の兼用である。氷河急行が毎日通行しており、2011年までの冬季にはトゥージス駅とサメダン駅の間で自動車輸送列車が運行されていた。
がけ崩れの恐れと長期間にわたる経年劣化のために、2020年代に当初のトンネルの改修工事が企画されていた。しかし2010年にレーティッシュ鉄道では、当初のトンネルに沿って2本目のトンネルを建設することを好ましい選択肢であると判断したと発表。その理由のひとつとして、費用があまり変わらないことを挙げた。費用は2億4400万スイスフランほどと見込まれ、2014年に着工。当初のアルブラトンネルに比べて、新トンネルは新しい運行と安全の標準のためにかなり大きくなる。2番目のトンネルは2024年6月12日に運行開始され、当初のトンネル改修を含めたプロジェクト全体の完成は2025年を予定している。完成すると、毎年15,000本程度の列車がトンネルを通行するとされている。従来のトンネルの最高速度が75 km/hであったのに対して、新トンネルは最高速度は120 km/hを許容するように設計されている。

## 歴史

### 建設
アルブラトンネルは、スイスの南東部に1889年から大規模なメーターゲージ鉄道網を広げてきたレーティッシュ鉄道の大きな特徴的なトンネルである。鉄道の経営陣は、成長しつつある観光業にとってこの路線が魅力的なものとなることに重点を置いており、北側の谷をかなり壮観な方法でたどることになった。こうして、およそ標高1,800メートルの路線の最高点に建設された。
複数の独特の問題に影響を受けながら建設された。冷たい摂氏6度の水が流れ出して、既に粉砕された岩石をどろどろの塊へと変え、北側のトンネル坑道を定期的に詰まらせることになった。同時に、北側のトンネル坑口上にあった大規模な水源が枯渇した。毎秒300リットルの勢いで流れ込む水を苦労して配管に流さなければならず、結果として建設は実質的に止まり、1900年5月からの10週間でわずか2メートルしか掘進できなかった。こうした問題は、主建設契約者のロンチ・アンド・カーロッティには克服できず、倒産した。
1901年4月1日から、レーティッシュ鉄道が建設工事を直轄で実施するようになった。ボーナス制度を導入することで、時間の遅れを一部取り戻すことができた。1902年5月29日3時、両側からのトンネルが貫通した。北側の坑口からは3,030.5メートル地点、南側の坑口からは2,835メートル地点であった。
完成したトンネルは全長5,864メートルで、単線であった。建設費は7,828,000スイスフランであった。建設には合計1,316人が投入された。全体で16人の死者を出す事故があり、犠牲者を記念する石碑がプレダ駅に置かれている。
1903年7月1日に開通。トンネルを通る列車は初期には蒸気機関車牽引であったが、トンネル自体と路線全線は後に標準の11 kV 16+2⁄3 Hzの電化方式で電化された。多くの旅客列車がこのトンネルを定期運行し、その中には豪華な氷河急行もある。業界紙のレール・エンジニアによると、20世紀後半には常にがけ崩れによる危険にさらされるようになった。
2006年の検査により、大規模な修復が必要な水準まで状態が悪化していると判断された。この時点で、毎年230万人の通勤客を含む740万人の旅客が多くの貨物とともにトンネルを通過しており、いかなる形でもトンネルの閉鎖は非常に打撃的であった。2009年6月にレーティッシュ鉄道は、抜本的な改修かトンネルの再建設かの調査を行っていると発表した。
第2トンネルが2010年代に建設されている間、当初のアルブラトンネルは維持されていた。合計12本の連絡通路が第2トンネルとの間に掘削されることになっており、これによりトンネル間で人が移動することができ、緊急事態の際および定期的な保守作業の際に役に立つことになる。第2トンネルの完成後、旧トンネルは大規模な保守作業が行われる間一時的に鉄道交通用としては閉鎖となることになっている。この保守作業は主に壁面と天井の安定化に焦点が置かれている。
|  |  |  |

## 第2トンネル
当初のトンネルの状態が劣化しつつあったため、旧トンネルに沿って新しいトンネルを建設する可能性が他の選択肢とともに評価された。調査によれば、このようなトンネルは約2億4400万スイスフランを要すると結論した。2010年にレーティッシュ鉄道は、新トンネルの建設が最適な解決策であると確認したと発表した。同年詳細設計作業が開始された。新トンネルの建設中に旧トンネルの使用継続が可能で、改修期間中の長い間の路線休止を避けることができることや、従来トンネルが存在することにより、必要な場合には新トンネルに対する救援トンネルとして機能させることができるなど、さまざまな利点があり、2012年12月にレーティッシュ鉄道は連邦運輸省に対して承認を求めて計画を提出した。この場所は国際連合教育科学文化機関 (UNESCO) の承認した世界遺産であるため、レーティッシュ鉄道と当局の緊密な協力が必要であった。
2014年に、第2トンネルの建設が公式に開始された。当初のアルブラトンネルに比べて、新トンネルは幅と高さの両面でかなり大きくなっており、これはいくつもの新しい運行標準に対応させる必要があったことと、安全面により強く配慮するためであった。トンネルの大きな断面により、全長に渡って歩行通路を備えることができるようになり、また架空電車線設備にとって理想的な離隔を確保することができた。建設中、トンネルは自動車が切羽まで直接たどり着ける程度に十分大きく平坦であったため、一般的な機械類を搬入することができた。幅が拡大されたにもかかわらず、全長は新トンネルが当初のトンネルよりわずかに短くなっており、約5,860メートルである。
トンネル掘削工法は、この時代の標準的な方法に沿ったものである。トンネルの将来的な坑口となる場所に建設現場が準備され、掘削された残土を坑口から搬出用の鉄道の側線まで運搬するベルトコンベアが設置された。掘削は、穿孔、発破、残土処理、補助的な安全検証の組み合わせで実施された。配管を通じて新鮮な空気が切羽に送られ、トンネル内をわずかに高い気圧にして、掘削活動によって生じるほこりやディーゼル排気を押し出しやすくした。湧水の処理のために水路も掘削され、トンネルの天井と壁はウェットミックスコンクリートを使用して安定化された。
トンネルの周囲の地質は主に花崗岩で、プレダ側の末端に近い110メートルの区間が有泡苦灰岩として知られる3種類の異なる岩石で構成されており、一方20メートルの区間は主に細かい砂に近い柔らかくて空洞の多い苦灰岩であった。頑丈な地盤に欠けるため、この区間の建設に際してはトンネル崩壊の危険が高くなった。掘削作業の前に、掘削する範囲から外側に最小2.5メートルの部分まで凍結させて安定化され、さらに掘削から1週間以内に120センチメートルの厚さの鉄筋コンクリートの覆工が実施された。しかしこれらの工法により進捗は遅くなった。
スイスアルプスにおいて冬季に特有の大量の降雪のため、トンネル建設現場へのアクセスが途絶することは避けられず、すべての建設作業は12月半ばから2月末まで中断された。この冬季中断以外は、建設現場は交代制勤務により毎日24時間の作業が続けられた。レール・エンジニア紙によると、1日あたり平均6.5メートルが掘削される。しかし掘削のある部分では、地質的に複雑であるため、1日0.7メートルまで進行が遅くなる。掘削により、合計でおよそ244,000立方メートルの岩石が掘り出される。
建設は8.5年かかると予測されている。2018年8月の時点では、トンネル完成は2022年中を見込んでいた。2018年10月2日、新トンネルの両側からの掘削が貫通し、建設計画の重要な節目となった。新トンネルに加えて、トンネル両側のシュピナス駅とプレダ駅の改造が行われる。完成すれば、毎年15,000本の列車が通行すると予測されている。新トンネルは最高速度120 km/hを許容するように建設されている。
2024年6月12日に新トンネルが供用を開始した。開業記念式典は6月8日に300人の来客を招いて実施された。